# Bais, Ille-et-Vilaine
Bais (tiếng Breton: Baez, Gallo: Baès) là một xã của tỉnh Ille-et-Vilaine, thuộc vùng Bretagne, miền tây bắc nước Pháp.